# Lathicrossa
Lathicrossa är ett släkte av fjärilar. Lathicrossa ingår i familjen praktmalar, Oecophoridae.
Kladogram enligt Catalogue of Life:
| Lathicrossa | \| \| Lathicrossa leucocentra \| \| \| \| \| \| Lathicrossa prophetica \| \| \| \| |
|             | \| \| Lathicrossa leucocentra \| \| \| \| \| \| Lathicrossa prophetica \| \| \| \| |
|             | Lathicrossa leucocentra                                                            |
|             |                                                                                    |
|             | Lathicrossa prophetica                                                             |
|             |                                                                                    |